# Achias robustus
Achias robustus är en tvåvingeart som först beskrevs av Jacques-Marie-Frangile Bigot 1880.  Achias robustus ingår i släktet Achias och familjen bredmunsflugor. Inga underarter finns listade i Catalogue of Life.